# 엔푸버타이드
엔푸버타이드(Enfuvirtide)는 HIV-1 감염 치료를위한 병용 요법에 사용되는 항레트로 바이러스 약물인 HIV 융합 억제제이다. 상품명 '푸제온 Fuzeon' (로슈 Roche)로 판매된다.

## 화학 구조
엔푸버타이드(Enfuvirtide)는 36개의 아미노산으로 구성된 합성 펩티드이다:
N-acetyl-L-tyrosyl-L-threonyl-L-seryl-L-leucyl-L-isoleucyl-L-histidyl-L-seryl-L-leucyl-L-isoleucyl-L-α-glutamyl-L-α-glutamyl-L-seryl-L-glutaminyl-L-asparaginyl-L-glutaminyl-L-glutaminyl-L-α-glutamyl-L-lysyl-L-asparaginyl-L-α-glutamyl-L-glutaminyl-L-α-glutamyl-L-leucyl-L-leucyl-L-α-glutamyl-L-leucyl-L-α-aspartyl-L-lysyl-L-tryptophyl-L-alanyl-Lseryl-L-leucyl-L-tryptophyl-L-asparaginyl-L-tryptophyl-L-phenylalaninamide
CH3CO-Tyr-Thr-Ser-Leu-Ile-His-Ser-Leu-Ile-Glu-Glu-Ser-Gln-Asn-Gln-Gln-Glu-Lys-Asn-Glu-Gln-Glu-Leu-Leu-Glu-Leu-Asp-Lys-Trp-Ala-Ser-Leu-Trp-Asn-Trp-Phe-NH2

## 역사
엔푸버타이드(Enfuvirtide)는 연구자들이 Trimeris라는 제약 회사를 설립한 Duke University에서 개발되었다. Trimeris는 1996년에 엔푸버타이드(Enfuvirtide) 개발을 시작했으며 처음에는 T-20으로 지정하였다. 1999년에 Trimeris는 약물 개발을 완료하기 위해 Hoffmann-La Roche와 파트너십을 맺었다. 2003년 3월 13일에는 미국 식품의약국 (FDA)에서 새로운 종류의 항 레트로 바이러스 약물인 최초의 HIV 융합 억제제로 승인되었다. 이는 바이러스가 담긴 혈청에 대한 엔푸버타이드 첨가 유무에 따른 항 레트로 바이러스 약물의 최적화된 요법의 효과를 비교한 두 가지 연구를 기반으로 승인되었다.

## 약리학

### 기전
엔푸버타이드(Enfuvirtide)는 표적 세포와의 융합(fusion)의 마지막 단계에서 HIV-1 분자적인 시스템을 파괴하여 감염되지 않은 세포가 감염되는 것을 방지한다. 엔푸버타이드(Enfuvirtide)는 HIV-1 융합 시스템의 구성 요소와 유사해 이를 대체하여 정상적인 융합을 방지하도록 설계되었다. 바이러스와 표적 세포의 융합을 방해하는 약물을 융합(fusion) 억제제라고 한다.
HIV는 바이러스 외피 당단백질 복합체인 gp160(gp41과 gp120으로 구성됨)를 통해 숙주세포의 수용체인 CD4에 결합한다. gp41은 바이러스 외피와 숙주세포막의 융합을 돕는 형태 변화를 유발한다. 엔푸버타이드(Enfuvirtide)는 gp41의 subunit에 결합하여 바이러스 외피와 숙주세포막이 융합되기 위한 구조적 변화를 방지한다.

### 미생물학
엔푸버타이드(Enfuvirtide)는 HIV-1에 대해서만 활성이 있는 것으로 여겨진다. HIV-2 분리주에 대한 낮은 활성은 시험관 내(in vitro)에서 입증되었다. 엔푸버타이드(Enfuvirtide)에 대한 내성은 gp41 돌연변이로 발생 가능하며 이에 대해서는 연구가 진행 중이다.
엔푸버타이드(Enfuvirtide)에 대한 내성은 gp41의 10 개 아미노산 모티프의 돌연변이로 발생한다. 그러나 10 개 아미노산 모티프가 바이러스 기능에 중요하기 때문에, 엔푸버타이드에 대한 내성 돌연변이체는 복제 능력이 낮고 약물 중단 후 약물에 민감한 상태로 복귀하는 것으로 보고되었다.

## 임상 적용

### 임상 지침
엔푸버타이드(Enfuvirtide)는 다른 항레트로 바이러스제와 병용 요법으로 다른 모든 치료에 실패한 환자에게 HIV-1 감염 치료를 위해 사용된다.

### 제형
엔푸버타이드는 합성 펩티드이기 때문에 경구투여할 수 없으며, 항레트로 바이러스 약물 중 유일한 비경구용 약물이다. 엔푸버타이드는 피하 주사해야 하며, 동결 건조된 엔푸버타이드 분말은 환자가 재구성하고 하루에 두 번 투여해야 한다. 이와 같은 약물 투약법은 환자가 약물 요법을 준수하는데 있어서 장기적으로 환자의 약물 순응도를 떨어트리는 주된 원인이 되고 있다.

### 유해작용
엔푸버타이드 요법과 관련된 일반적인 유해효과는 홍반결절(erythematous nodule) 같은 국소적인 주사 부위에서의 반응이다. 다른 부작용으로는 두통, 불면증, 구역, 어지러움, 호산구증가증(esosinophilia) 등이 있다. 과민반응(hypersensitivity) 발생은 드물지만 정도가 다양하고 재투약할 경우에 재발 가능성이 있다.

## 사회와 문화

### 경제
엔푸버타이드 치료 비용은 미국에서 연간 약 25,000 달러이다. 이 비용과 불편한 투약 요법은 다제 내성 HIV 환자의 구제 요법으로써 엔푸버타이드를 예비용으로 사용하게하는 요인이다.